# Minimum Vital

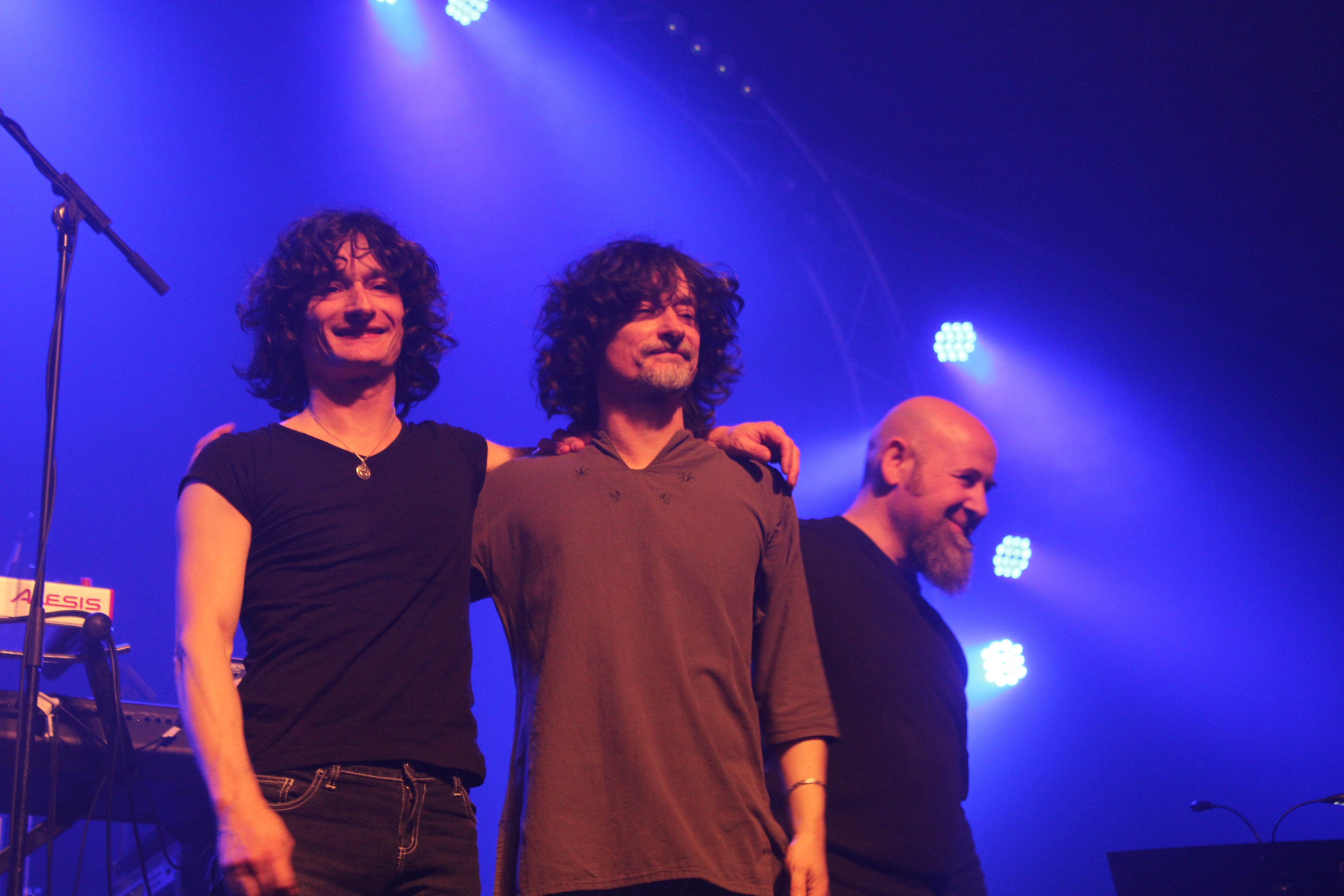
Minimum Vital (2014)

Minimum Vital is een Franse muziekgroep rond de broers Jean-Luc Payssan en Thierry Payssan uit Bègles.
De band begon onder de naam Survival en nam een compact cassette (1980) op waarvan bij wijze van proef ooit één elpee is geperst. In 1982 werd de naam gewijzigd in Concept. Hun eerste concert in Bègles vond plaats in 1983 net als hun eerste demo-opnamen. Concept won een muziekprijs in Mimizan en kon een eerste album opnemen. Er kwam een muzikaal meningsverschil en de band valt uiteen voordat er een plaat was uitgebracht. De broers wilden toch de muziekkant op en kwamen tot de ontdekking dat er al een band met hun naam was. De Payssans wijzigen de groepsnaam in Minimum Vital. De eerder opgenomen muziek kwam uit op compact cassette, via een gelimiteerde uitgave (500 stuks) die in 1985 verscheen. Ze werden ontdekt en gingen wederom de studio in. In 1985 volgde hun eerste echte album (opnieuw op cassette), Envol Triangles genaamd. Ook hun tweede album Les Saisons Marines verscheen eerst op cassette.
Musea Records begon in de jaren tachtig en negentig die tijd de geschiedenis van de Franse progressieve rock in beeld en geluid te brengen. Hun derde album Sarabandes (1990) kwam dan ook via dat label uit. Daarna volgen onregelmatig andere albums, allemaal uitgebracht via Musea.
De muziek is een combinatie van progressieve rock, folk met middeleeuwse muziek. Het gitaarspel van Jean-Luc heeft qua geluid veel weg van Mike Oldfield.

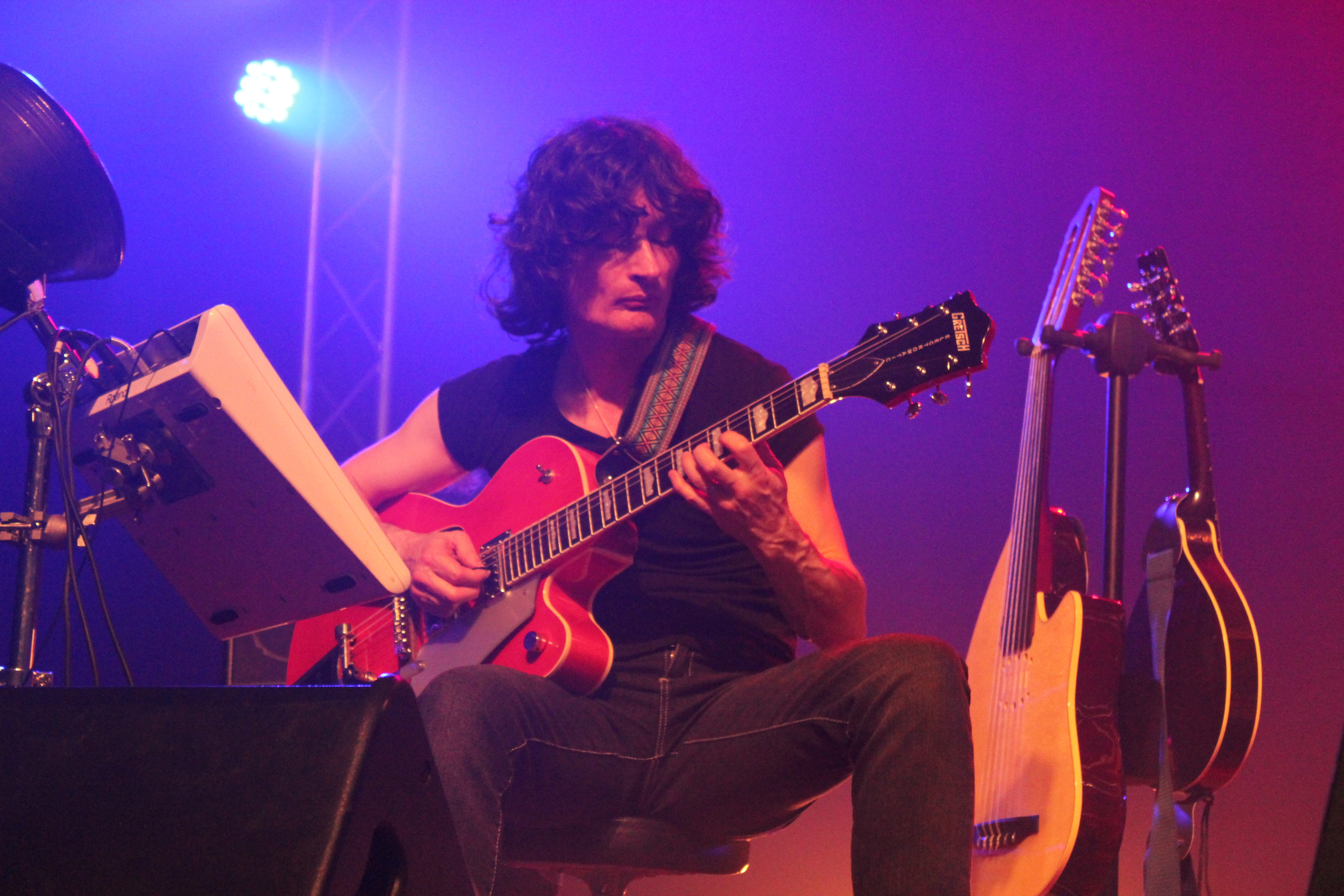
Jean-Luc Payssan (2014)
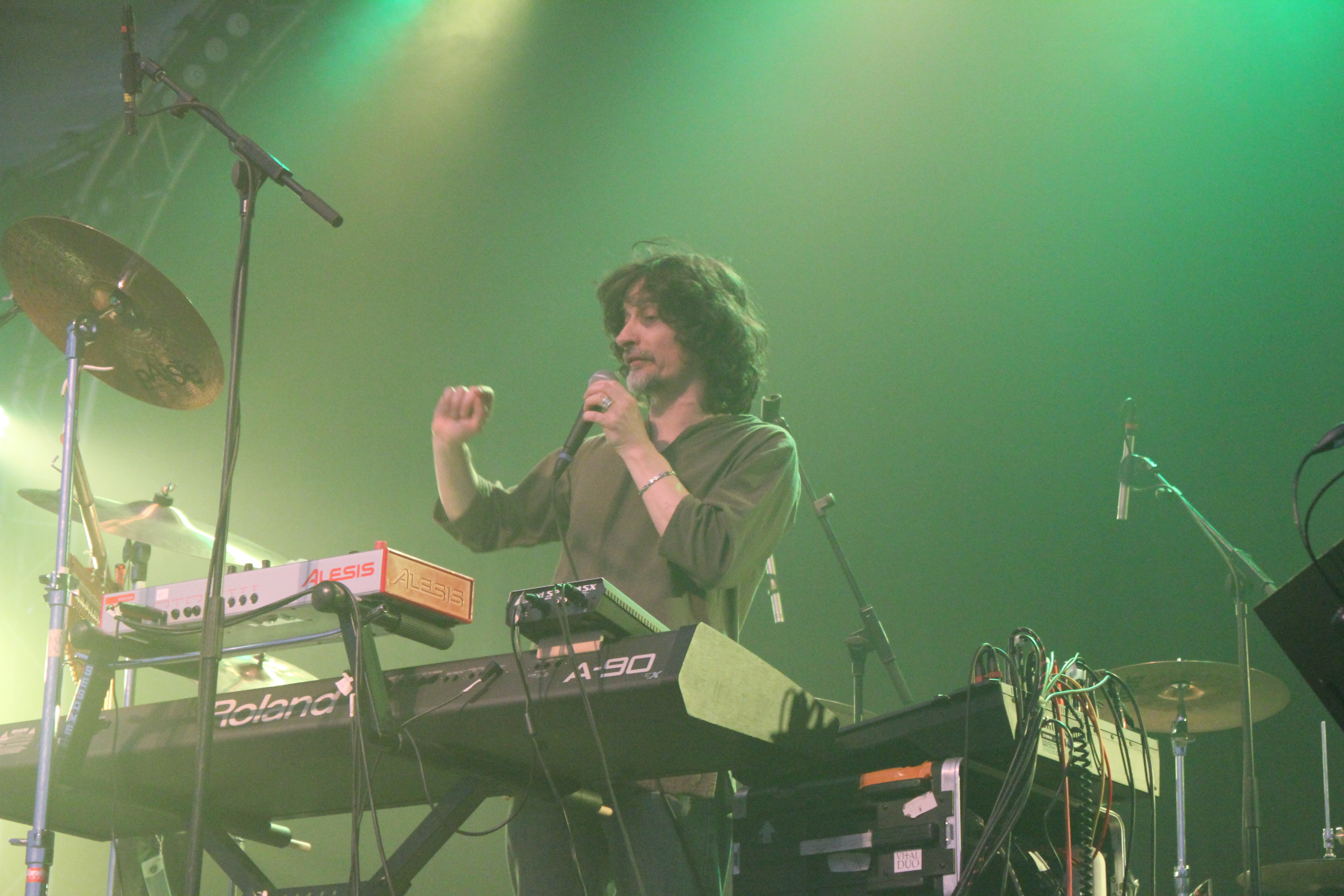
Thierry Payssan (2014)
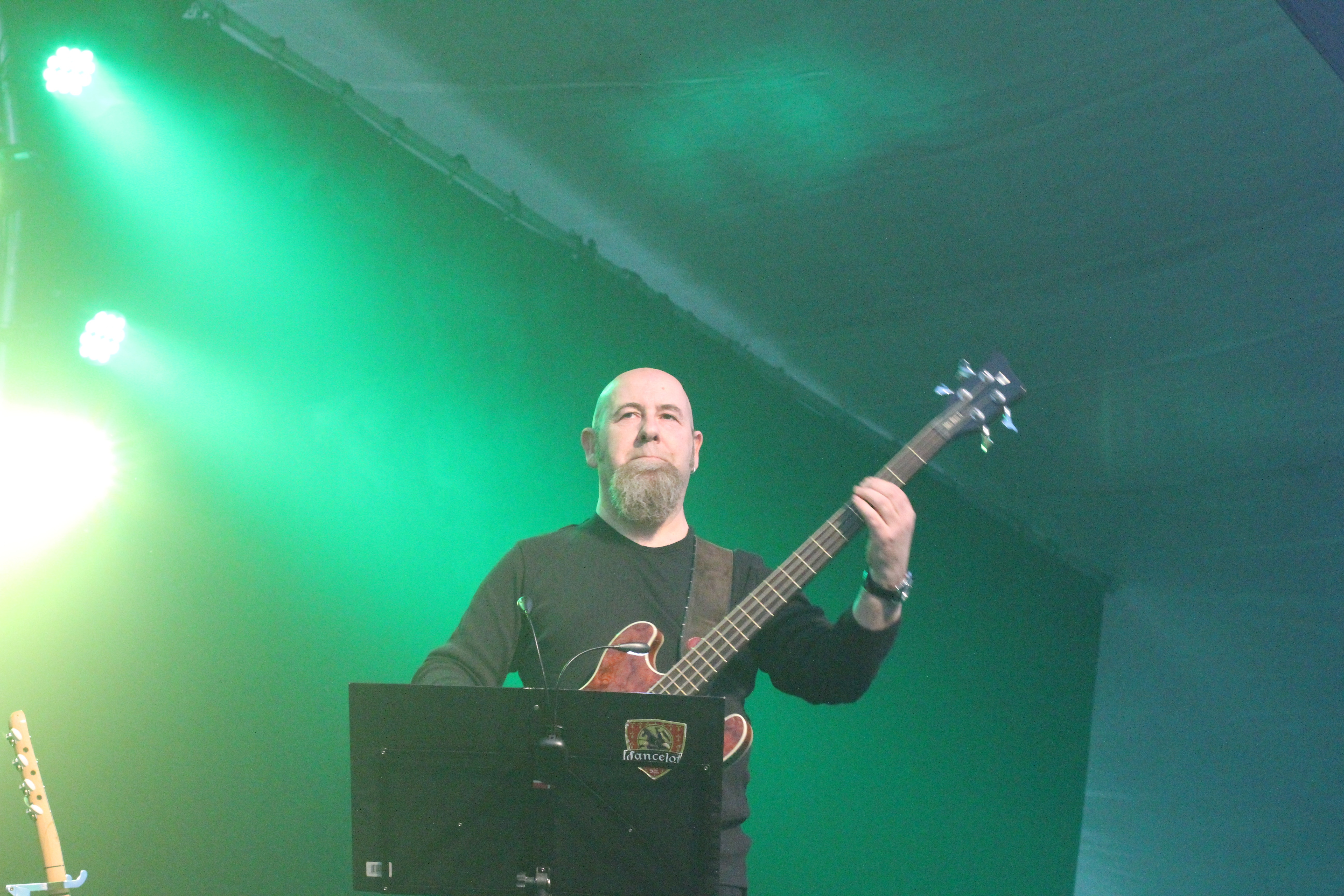
Eric Rebeyrol (2014)

## Discografie

### Minimum Vital
- 1980 - Origi Redux
- 1985 - Envol triangles
- 1987 - Les saisons marines
- 1990 - Sarabandes
- 1992 - La source
- 1997 - Esprit d'amor
- 1998 - Au cercle de Pierre
- 2004 - Atlas
- 2009 - Capitaines
- 2015 - Pavanes
- 2020 - Air caravan

### Vital Duo
- 2001 - Ex tempore
- 2002 - Le Jardin Hors du Temps (Dvd)

### Jean-Luc Payssan
- 2005 - Pierrots et Arlequins